# Armored Core: Verdict Day
Az Armored Core: Verdict Day (アーマード・コア ヴァーディクトデイ, ’Ámádo Koa Vádikuto Dei’) (Röviden: ACVD) egy Japán Mech, Akciójáték, amelyet a From Software fejlesztett és a Namco Bandai adott ki Xbox 360 és Playstation 3 konzolokra. Japánban, Észak-Amerikában, Európában és Ausztráliában is 2013 szeptemberében adták ki.

## Háttértörténet
Az ACVD története az Armored Core V története után száz évvel játszódik. A szennyeződés által eddig egymástól elválasztott emberiség kezdi visszafoglalni a bolygót, ahogy a szennyeződés mértéke alábbhagy. Az eddig elérhetetlen területeken lévő, igencsak magas technológiai szintet képviselő Tornyok megtalálása viszont egy újabb háborút szított a földet nagyrészt magukénak tudható három frakció között.

### A Három Frakció
Szíriusz Vállalat
A Szíriusz Vállalatot az egykor „Man of Honor” néven ismert, vándor föderáció alapította. A létrehozásra az ösztönözte őket, hogy visszatért közéjük a föderáció alapító tagja, Cordelia Stratford. Céljuk egy ellenőrzött körülmények között tartott, örök béke és rend elérése. Számukra a Tornyok nem csupán erő forrásai, hanem szimbólumok, amelyek a békét hozzák majd el a világnak.
Venide
A Venide alapítása megelőzte a Sirius és az EGF alapítását. Már a kezdetekkor is akkora területe volt, mint az Északi Határvidéken található Város. Miután azonban Cézár visszatért a Tornyoktól, a szervezet nagy változáson ment keresztül. Halála előtt Cézár egy tisztjét jelölte meg utódjaként a saját gyermekei helyett. Amikor azok tiltakoztak ez ellen, kitagadta őket. Ennek eredményeképp már nem az ő leszármazottai vezetik a szervezetet. Az örökös a Venide nevet kapta, és tökéletesen megfelelt Cesar kívánalmainak. A szervezet „erő mindenek felett“ elve nem csak a vezetők kiválasztásában mutatkozik meg, hanem abban is, hogy az erő még a vérségi köteléknél is fontosabb. Egy idő után, ahogy befolyása és becsvágya terjedt, a szervezet összetalálkozott a Szíriusszal az Északi Határvidéken. A két frakció folyamatos küzdelembe bocsátkozott, és egy ponton úgy tűnt, hogy a Venide győzni fog. Viszont az EGF a távol-keletről csatlakozott a harchoz, és a Venide kénytelen volt megosztani a haderejét. Az így kialakuló háromfrontos háború a mai napig tart. A Venide célja erőn alapuló világrend kialakítása. A Tornyok is ezt a célt szolgálják, és a Venide a kiválasztott, aki használhatja azok erejét. Nem haboznak ezt világossá tenni mindenki számára. Ez nem egy kívánság, hanem egy küldetés, amelyet teljesíteniük kell.
Evergreen Family Group (EGF)
A Város Csatája után Francis Batty Curtis, Rosaryval és másokkal a Tornyok felé indult. Francisból vált később az EGF mozgatórugója. A Kontinensen és a Határvidékeken a Venide és a Sirius háborúskodott. A Távol-keleten viszont nem folyt háború, mert messze esett a két szervezettől. Miután a Szennyeződés visszaszorult, a Távol-kelet és a többi terület is kereskedelembe kezdett, ezért egy idő után az EGF is csatlakozott a Tornyokért folyó háborúba.

### Egyéb frakciók
SIGNS
A SIGNS szervezet feladata Ravenek szerződéseinek menedzselése a többi szervezet irányában.
Háború Hangja
A Háború Hangja egy információs hálózat, amely harctéri információkat oszt meg. A harcok résztvevőitől is kapnak információkat, amelyeket aztán megosztanak másokkal is.
Az Alapítvány
Az Alapítvány egy kutatással foglalkozó szervezet, amely az elveszett technológiák visszaállításával foglalkozik. Az Alapítvány fejlett technológiával lát el számos frakciót. Bár jelentős katonai erővel rendelkezik, de semleges frakció, amely csak kereskedik a technológiával. Egy vándor népcsoport, a Miguranto alkotta meg, bár olyan szóbeszédek is vannak, amely szerint létrejötte megelőzi a másik három frakcióét.
Kaszás Osztag
A Kaszás Osztag (Halálisten Egységként is ismert) egy Armored Core-okból álló egység, akik először az Armored Core: Verdict Day-ben jelentek meg. Nem sokat lehet róluk tudni egyelőre. Négy tagja van az osztagnak. Mint ahogy a Zodiákus előttük, a Kaszás Osztag is a harctéri közel verhetetlenségéről híres.
Az egyjátékos sztori módban névtelen főhősünk ebben a világban egy zsoldos, aki az operátora és szállítója segítségével jó pénzért akármilyen munkát elvállal akárkinek.

## Játékmenet
A játék az Armored Core Vhöz hasonlóan erősen többjátékos centrikus. Az első elindításnál felkéri a játék a játékost, hogy csatlakozzon egy csapathoz, vagy hozzon létre egy saját csapatot. Ezek után a lobbiban látni lehet a csapatból éppen ki van online, lehet írni nekik, vagy lehet akár mikrofonon keresztül beszélni egymással. A lobbiból látható továbbá a világtérkép, ami mutatja a hét Torony körül lévő területek állapotát, amik a Három Frakció között vannak elosztva szezonkezdésnél véletlenszerűen. Minden csapat a szezon elején kiválasztja, a Három Frakció közül melyiknek esküszik hűséget és nagyrészt az ellenséges frakciókhoz tartozó csapatokkal vívnak csatákat. A csapat tagjaival közösen végigjátszhatóak a kampány küldetéseket is és velük lehet elmenni a különféle bevetésekre is, ebből kettő fő fajta van
Normál bevetés
A Normál bevetésben maximum öt játékos partit alkot és a megadott kritériumoknak megfelelően egyéb csapatok ellen harcolnak. A harcok a világtérkép egyik véletlenszerű területén folynak és mindig van egy támadó fél és egy védekező fél. Ha a támadó fél nyer, az adott terület veszít az AP pontjaiból, ha a védekező fél nyer, akkor nyer AP pontokat. Az egyik beállítással lehetséges saját frakción belüli egy úgynevezett Harci Szimuláción is részt venni, aminek az eredménye nincs kihatással a területek állapotára. Normál bevetésből lehet Speciális bevetés, ha egy másik frakció támadó félként Speciális bevetésre keres ellenfelet. Ilyenkor automatikusan Speciális bevetéssé alakul a Normál bevetés és ilyenkor mindig a védekező szerepet kell betöltsük. Ha nem talál a játék ellenfelet egy bizonyos ideig, automatikusan Normális fegyverek ellen különféle gyors és könnyű missziókon keresztül támadhatjuk az ellenfél frakció területeit.
Speciális Bevetés
A Speciális bevetésnél, hasonlóan a Normál bevetésnél, öt játékos indulhat el ellenfeleket keresni. Ha a támadó fél nyer, a terület ugyanúgy AP veszteséget szenved, ámbár ez sokkal nagyobb mértékű, mint a Normál bevetés esetében. A védekező fél győzelme esetén az adott terület visszakapja az összes AP-ját. Itt nincs lehetőség saját frakción belül ellenfeleket találni. Ha a szerver nem talál ellenfelet bizonyos idő alatt, automatikusan egy Speciális fegyverek elleni missziót játszunk. A Speciális fegyverek nagyrészt a kampánymódban fellelhető főellenségeknek a felerősített változatai, vagy a sorozat előző részeiből átvett főellenségek. Hat Normál bevetésen szerzett győzelem szükséges ahhoz, hogy egy Speciális bevetésre partit alkothassunk.
Ha éppen kevés elérhető játékos van a csapatban, a játékos dönthet úgy is, feliratkozik zsoldosnak. Ilyenkor pénzért bármelyik másik csapat felbérelheti őt zsoldosnak. A zsoldosok egyetlen hátránya, hogy semmilyen formában nem kommunikálhatnak azokkal, akikkel bevetésre mennek, ami eléggé megnehezíti az összjátékot a partin belül. A zsoldost felbérelhetik az ellenséges frakció csapatai is.
Lehetőségünk van a Szabad harc menüpont alatt a világ bármelyik játékosával összemérni erőnket a Duel, vagy a Battle Royal játékmódokban.

### Armored Coreok
A játékban Armored Corenak (röviden: AC) nevezett mecharobotokat irányítunk. A játék egyik fókuszpontja a saját AC-k kitalálása, megépítése, tesztelése és éles harcban való bevetése. Számos opciónk nyílik AC-nk testreszabására, a többféle láb egységtől kezdve, a generátorok és gyorsító rakétákon át, a célzó rendszerig, mindenféle módon megszabhatjuk, miként funkcionáljon harci robotunk. Fegyverekből is számos van, ezek három fő sebzéstípusra különülnek el. Ezek a KE (Kinetikus energia), CE (Kémiai Energia), TE (Termál Energia) sebzések. A különféle AC alkatrészek a különböző típusú sebzésekről védenek, így mindig fontos, hogy megtaláljuk, ellenfeleink ellen melyik fegyvertípusok hatékonyak.
UNAC
A UNACek (UNmanned Armored Core) AI által irányított AC-k, akiket igazi játékosok hiányában hozhatunk be a partiba. A UNACeket viszont nem elég felszerelni fegyverekkel és alkatrészekkel, az egész viselkedésmintájukat is nekünk kell "megprogramozni" az operációs csipek segítségével.

## DLC
Megjelenése óta az ACVD számos letölthető tartalommal bővült a játékélmény fokozása érdekében. Kis összegért új pilóta skineket, CPU hangokat, újra texturált alkatrészeket, emblémákat, műhelyeket és a háttérzenék újramixelt verzióit vásárolhatjuk meg PSN-en vagy Xbox LIVE-on.